# アフリカフウチョウソウ
アフリカフウチョウソウ（別名　コバナフウチョウソウ、学名：Cleome rutidosperma）はフウチョウソウ科フウチョウソウ属の一年生草本。帰化植物。

## 特徴
茎は下部でよく分枝し、高さ13 cmほどまでは直立し開花する。茎はさらに伸び、倒れて地面を這い、枝長90 cmほどに達する。葉は3出複葉で互生する。開花期は夏で、葉腋に長さ4 cmほどの花柄を出し、1個の花をつける。花色は咲き始めは淡青紫色で、時間が経つと淡桃色へ変わる。花弁は4枚で長さ9 mmほど、すべて上を向く。果実は長さ5–7 cm、径4–5 mmで表面に毛がある。種子にはエライオソームがあり、アリが散布する。

## 分布と生育環境
熱帯アフリカ原産で、東南アジアやアメリカなど世界の熱帯～亜熱帯域に帰化。日本では1998年に神戸市で見出され、その後本州、九州、沖縄などの各地で帰化が確認されている。

## ギャラリー
アフリカフウチョウソウ（2025年6月 沖縄県石垣市）
- 花
- 時間が経過した花
- 3出複葉
- 畑の隅に生育